# Truss (유닉스)
truss는 일부 유닉스 계열 운영 체제에서 사용할 수 있는 시스템 도구이다. 추가적인 실행 파일의 명령 줄 매개변수와 함께 호출하면 truss는 실행 파일의 명령 줄 매개변수가 만든 시스템 호출 및 이로부터 받은 신호를 출력할 수 있게 한다. IEEE Std 1003.1-2008 버전 기준으로 truss는 단일 유닉스 규격(POSIX)의 일부가 아니다.
truss 명령어는 원래 Roger Faulkner와 Ron Gomes가 유닉스 시스템 V용 Procfs의 개발의 일부로서 개발한 것이다. 일부 이름들이 고려 대상이었지만 쉽게 발음할 수 있고 모호성이 없으며 "프로그램이 동작하지 않으면 truss에 넣으라"는 의미의 TRace Unix Syscalls and Signals의 준말을 포함한 여러 의미를 내포할 수 있다는 이유로 “truss”가 선정되었다.

## 같이 보기
- ktrace
- strace